# Равнинна зебра
Равнинните зебри (Equus quagga) са вид едри бозайници от семейство Коне (Equidae).
Те са най-често срещаният и най-широко разпространен вид зебри. Ареалът им обхваща обширни области от Източна и Южна Африка, като се срещат главно в саваните. Равнинните зебри обикновено са по-дребни от останалите видове зебри, като достигат височина от 110-147 cm при рамото, дължина от 200-250 cm без опашката и маса 175-390 kg.

## Подвидове
- †E. q. quagga – Куага
- E. q. burchellii – Бърчелова зебра
- E. q. boehmi – Зебра на Грант
- E. q. borensis
- E. q. chapmani – Зебра на Чапман
- E. q. crawshayi – Зебра на Краушоу